# Archiearis passetii
Archiearis passetii là một loài bướm đêm trong họ Geometridae.